# Montboillon
Cet article possède un paronyme, voir Bonboillon.
Montboillon est une commune française située dans le département de la Haute-Saône, la région culturelle et historique de Franche-Comté et la région administrative Bourgogne-Franche-Comté.

## Géographie
Le village est implanté à la frange des Monts de Gy, à la conjonction de trois vallons et à proximité de l'ancienne voie romaine qui reliait Besançon à Langres et Chaumont.

### Hydrographie
Trois ruisseaux coulent dans la commune : la Vauvenise, la Pourcevie et la Doing.

### Climat
Pour des articles plus généraux, voir Climat de la Bourgogne-Franche-Comté et Climat de la Haute-Saône.
En 2010, le climat de la commune est de type climat des marges montargnardes, selon une étude du Centre national de la recherche scientifique s'appuyant sur une série de données couvrant la période 1971-2000. En 2020, Météo-France publie une typologie des climats de la France métropolitaine dans laquelle la commune est exposée à un climat semi-continental et est dans la région climatique  Lorraine, plateau de Langres, Morvan, caractérisée par un hiver rude (1,5 °C), des vents modérés et des brouillards fréquents en automne et hiver. 
Pour la période 1971-2000, la température annuelle moyenne est de 10,4 °C, avec une amplitude thermique annuelle de 17,5 °C. Le cumul annuel moyen de précipitations est de 1 060 mm, avec 13,1 jours de précipitations en janvier et 9,5 jours en juillet. Pour la période 1991-2020, la température moyenne annuelle observée sur la station météorologique de Météo-France la plus proche, « Bucey-lès-Gy », sur la commune de Bucey-lès-Gy à 8 km à vol d'oiseau, est de 11,6 °C et le cumul annuel moyen de précipitations est de 1 032,6 mm. 
La température maximale relevée sur cette station est de 41,5 °C, atteinte le 8 août 2003 ; la température minimale est de −23 °C, atteinte le 2 janvier 1971,,. 
Les paramètres climatiques de la commune ont été estimés pour le milieu du siècle (2041-2070) selon différents scénarios d'émission de gaz à effet de serre à partir des nouvelles projections climatiques de référence DRIAS-2020. Ils sont consultables sur un site dédié publié par Météo-France en novembre 2022.

## Urbanisme

### Typologie
Au 1er janvier 2024, Montboillon est catégorisée commune rurale à habitat dispersé, selon la nouvelle grille communale de densité à sept niveaux définie par l'Insee en 2022.
Elle est située hors unité urbaine. Par ailleurs la commune fait partie de l'aire d'attraction de Besançon, dont elle est une commune de la couronne,. Cette aire, qui regroupe 310 communes, est catégorisée dans les aires de 200 000 à moins de 700 000 habitants,.

### Occupation des sols
L'occupation des sols de la commune, telle qu'elle ressort de la base de données européenne d’occupation biophysique des sols Corine Land Cover (CLC), est marquée par l'importance des forêts et milieux semi-naturels (63,3 % en 2018), une proportion identique à celle de 1990 (63,3 %). La répartition détaillée en 2018 est la suivante : 
forêts (63,2 %), zones agricoles hétérogènes (13,3 %), terres arables (12,1 %), prairies (11,2 %), milieux à végétation arbustive et/ou herbacée (0,1 %). L'évolution de l’occupation des sols de la commune et de ses infrastructures peut être observée sur les différentes représentations cartographiques du territoire : la carte de Cassini (XVIIIe siècle), la carte d'état-major (1820-1866) et les cartes ou photos aériennes de l'IGN pour la période actuelle (1950 à aujourd'hui).

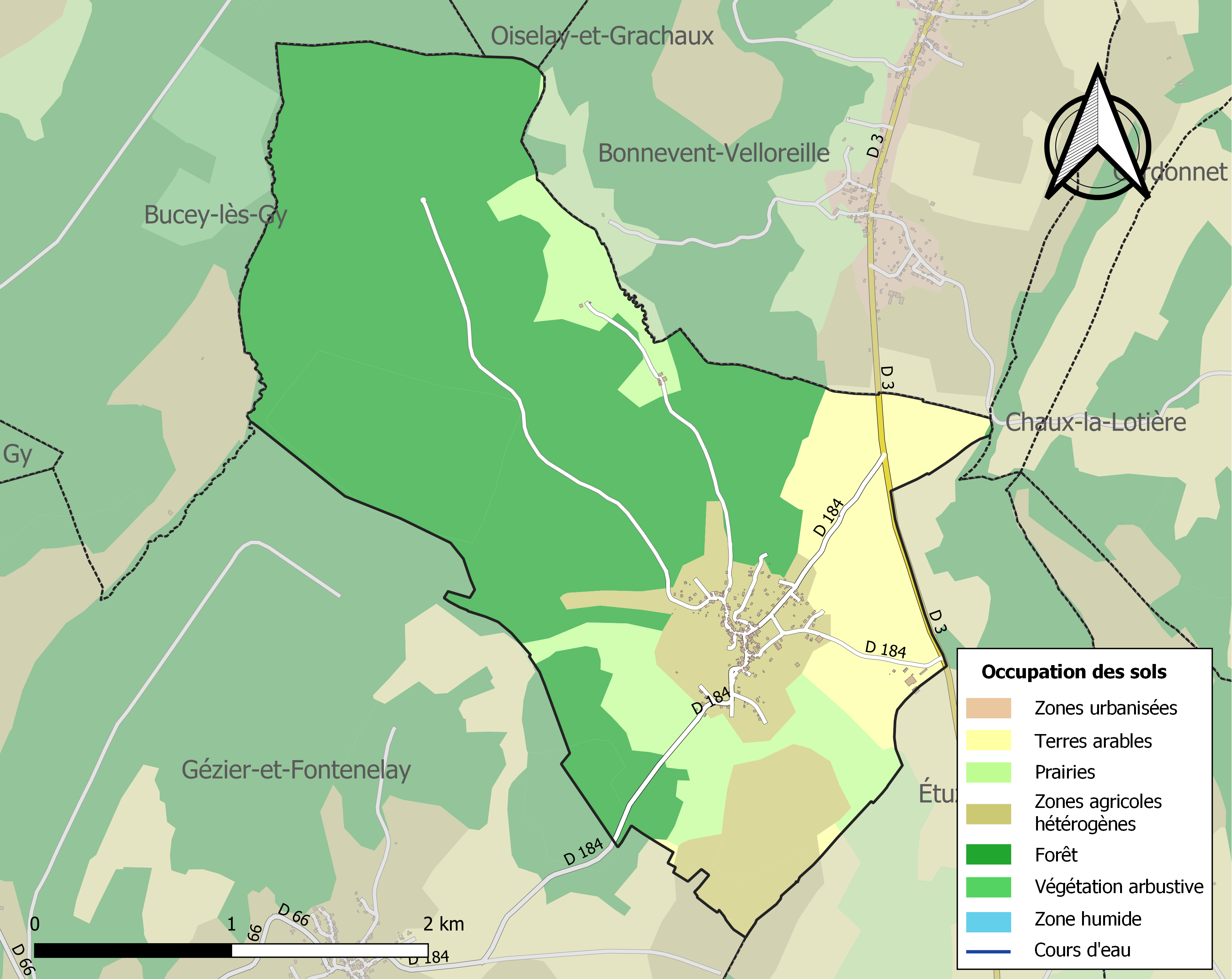
Carte des infrastructures et de l'occupation des sols de la commune en 2018 (CLC).

## Histoire
L’abbaye de Baume-les-Messieurs a implanté un prieuré à Vauvenise, conformément à un bref de 1089 du pape Urbain II, où se sont installés des bénédictins défricheurs. Ce prieuré s’est ensuite déplacé à Bonnevent. De l’époque cistercienne n’a subsisté à Vauvenise qu’une grange.

## Politique et administration

Carte départementale représentant en rouge la communauté de communes du Pays Riolais.

### Rattachements administratifs et électoraux
La commune fait partie de l'arrondissement de Vesoul du département de la Haute-Saône, en région Bourgogne-Franche-Comté. Pour l'élection des députés, elle dépend de la première circonscription de la Haute-Saône.
Elle faisait partie depuis 1793 du canton de Gy. Dans le cadre du redécoupage cantonal de 2014 en France, la commune est désormais intégrée au canton de Marnay.

### Intercommunalité
La commune est membre de la communauté de communes du Pays riolais, créée le 29 décembre 1999.

### Liste des maires
| Période                                  | Période                  | Identité          | Étiquette | Qualité                        |
| ---------------------------------------- | ------------------------ | ----------------- | --------- | ------------------------------ |
| Les données manquantes sont à compléter. |                          |                   |           |                                |
| 1938                                     | 1944                     | Emile Bardot      |           |                                |
| 1944                                     | 1964                     | Magloire Latruffe |           |                                |
| 1964                                     | 1971                     | Henri Jasmin      |           |                                |
| 1971                                     | 1983                     | Pierre Gaberel    |           |                                |
| 1983                                     | 1992                     | Georges Montagne  |           |                                |
| 1992                                     | mars 2008                | Danielle Pion     |           |                                |
| mars 2008                                | En cours (au 2 mai 2016) | Gilles Panier     |           | Réélu pour le mandat 2020-2026 |

## Population et sociétés

### Démographie
L'évolution du nombre d'habitants est connue à travers les recensements de la population effectués dans la commune depuis 1793. Pour les communes de moins de 10 000 habitants, une enquête de recensement portant sur toute la population est réalisée tous les cinq ans, les populations de référence des années intermédiaires étant quant à elles estimées par interpolation ou extrapolation. Pour la commune, le premier recensement exhaustif entrant dans le cadre du nouveau dispositif a été réalisé en 2008.

En 2022, la commune comptait 299 habitants, en évolution de +13,69 % par rapport à 2016 (Haute-Saône : −1,4 %, France hors Mayotte : +2,11 %).
| 1793 | 1800 | 1806 | 1821 | 1831 | 1836 | 1841 | 1846 | 1851 |
| ---- | ---- | ---- | ---- | ---- | ---- | ---- | ---- | ---- |
| 320  | 314  | 326  | 340  | 366  | 335  | 327  | 322  | 269  |

| 1856 | 1861 | 1866 | 1872 | 1876 | 1881 | 1886 | 1891 | 1896 |
| ---- | ---- | ---- | ---- | ---- | ---- | ---- | ---- | ---- |
| 283  | 251  | 270  | 240  | 242  | 217  | 221  | 202  | 165  |

| 1901 | 1906 | 1911 | 1921 | 1926 | 1931 | 1936 | 1946 | 1954 |
| ---- | ---- | ---- | ---- | ---- | ---- | ---- | ---- | ---- |
| 195  | 167  | 157  | 154  | 132  | 130  | 113  | 121  | 138  |

| 1962 | 1968 | 1975 | 1982 | 1990 | 1999 | 2006 | 2008 | 2013 |
| ---- | ---- | ---- | ---- | ---- | ---- | ---- | ---- | ---- |
| 119  | 110  | 137  | 161  | 171  | 219  | 253  | 263  | 250  |

| 2018 | 2022 | - | - | - | - | - | - | - |
| ---- | ---- | - | - | - | - | - | - | - |
| 278  | 299  | - | - | - | - | - | - | - |

### Enfance
Une micro-crèche est construite en 2019 sur un terrain cédé par la commune route d’Étuz.

### Religions
L'église Saint-Nicolas, située dans le diocèse de Besançon, est desservie par l'unité pastorale Rives de l'Ognon. [Quand ?] [réf. nécessaire].

## Culture locale et patrimoine

### Lieux et monuments

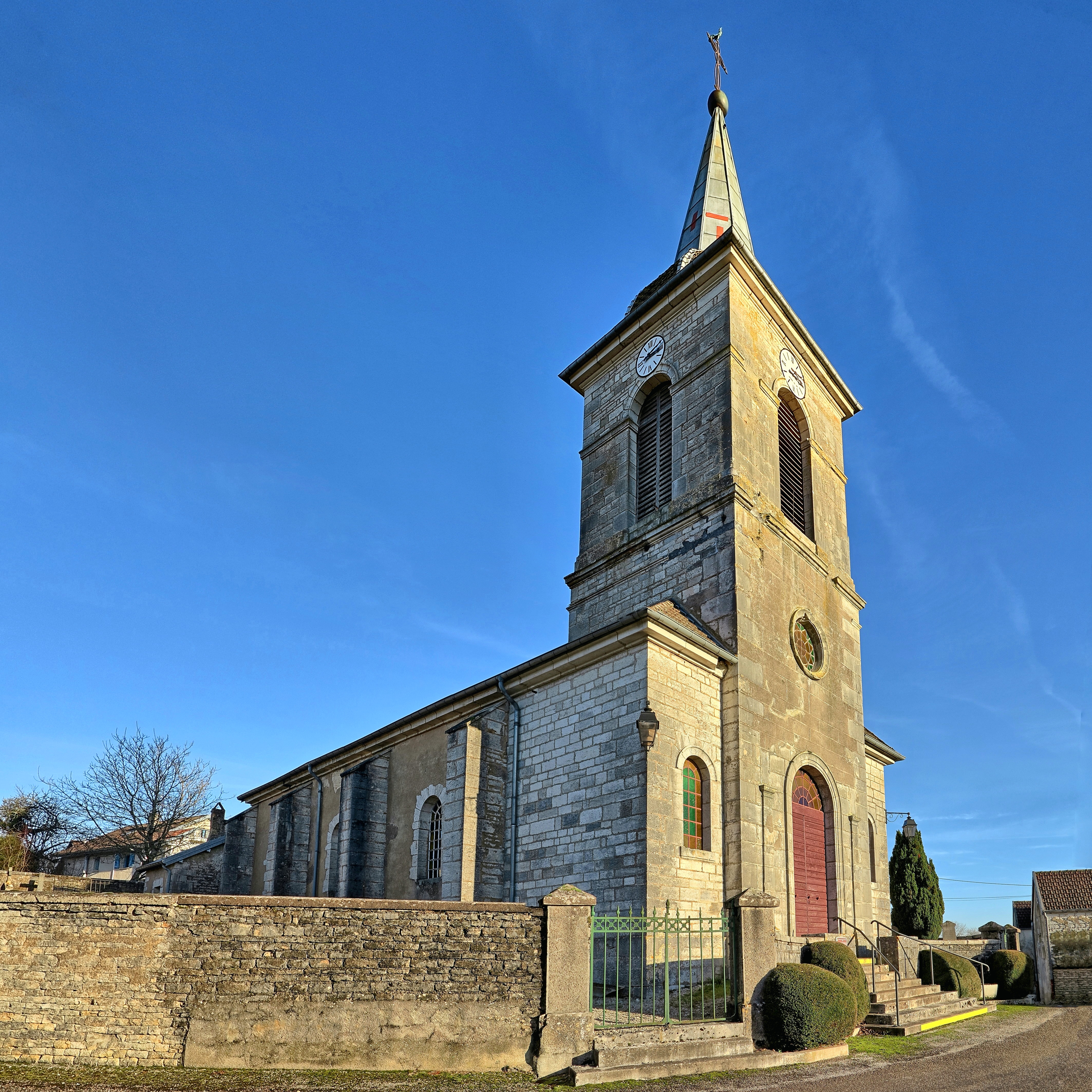
L'église.
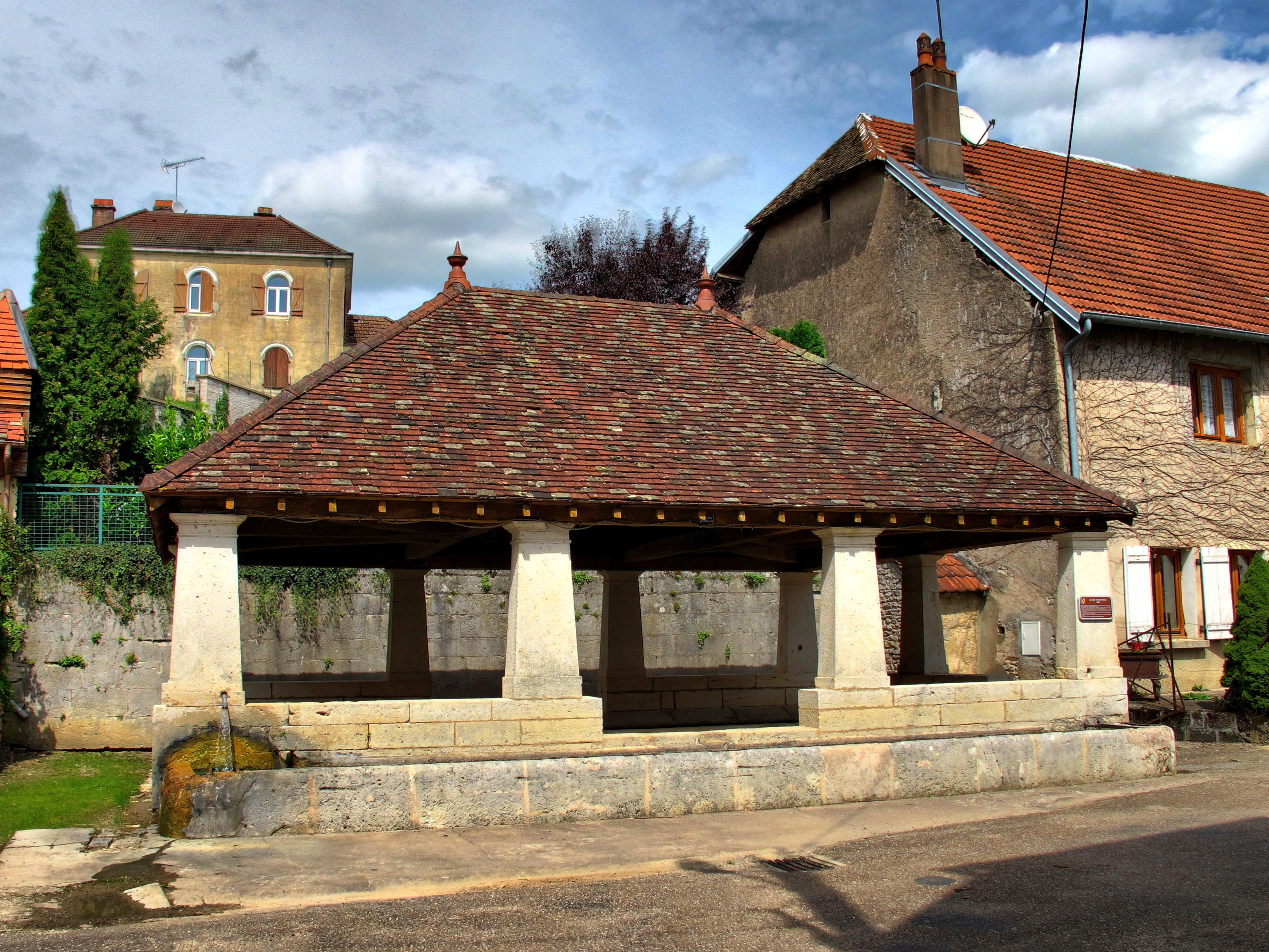
Le lavoir-abreuvoir.
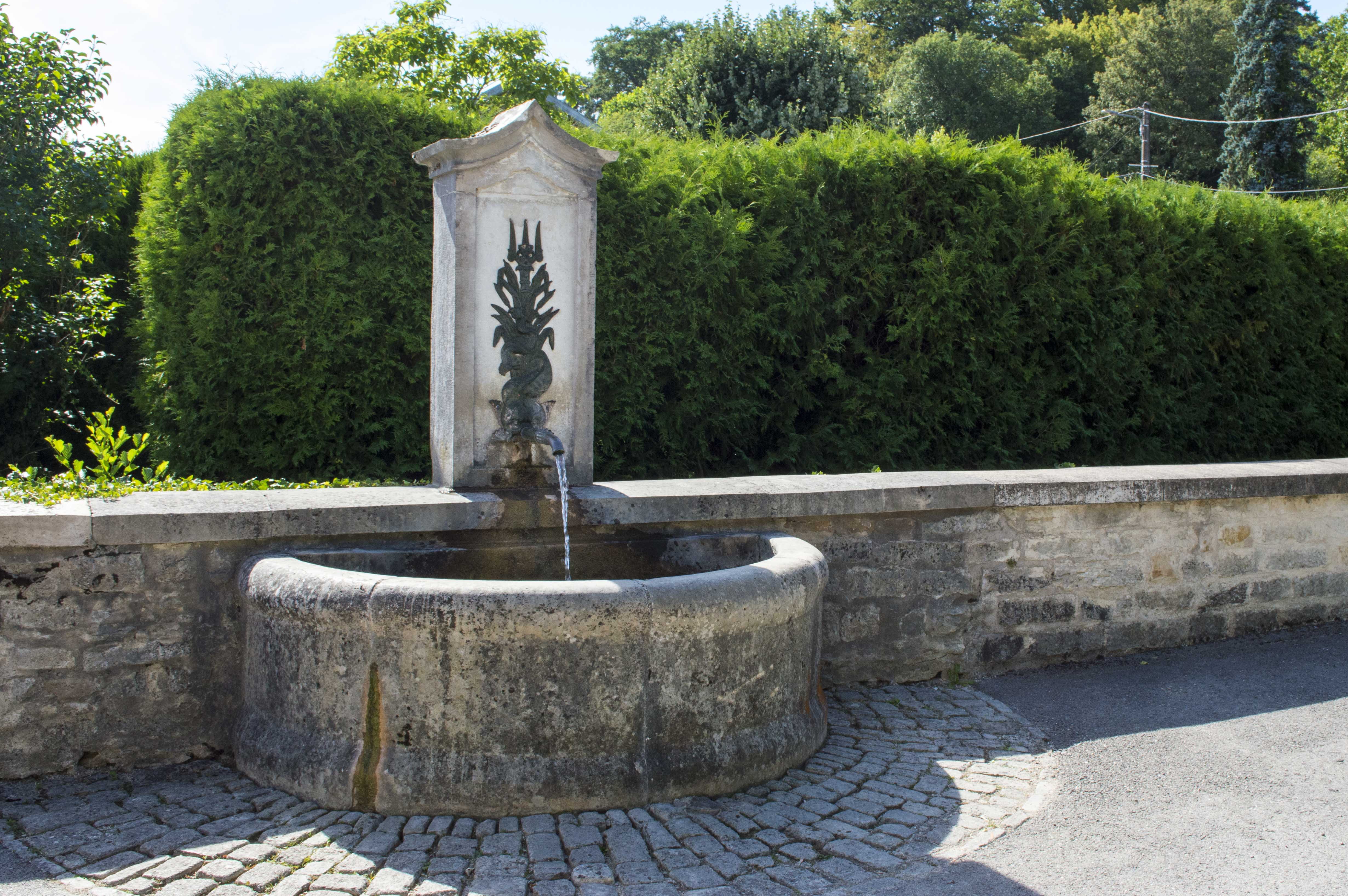
La fontaine.
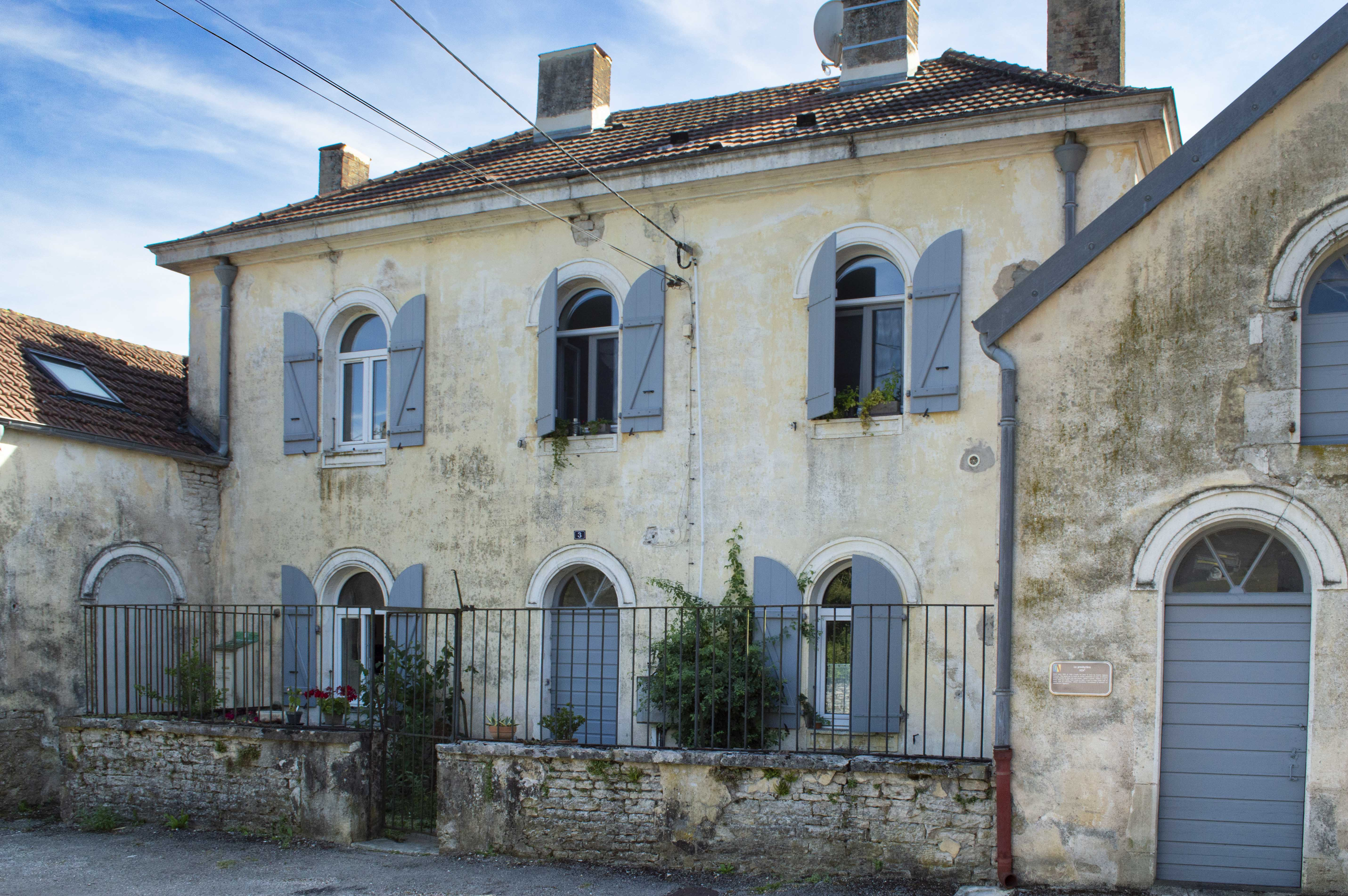
Le presbytère.
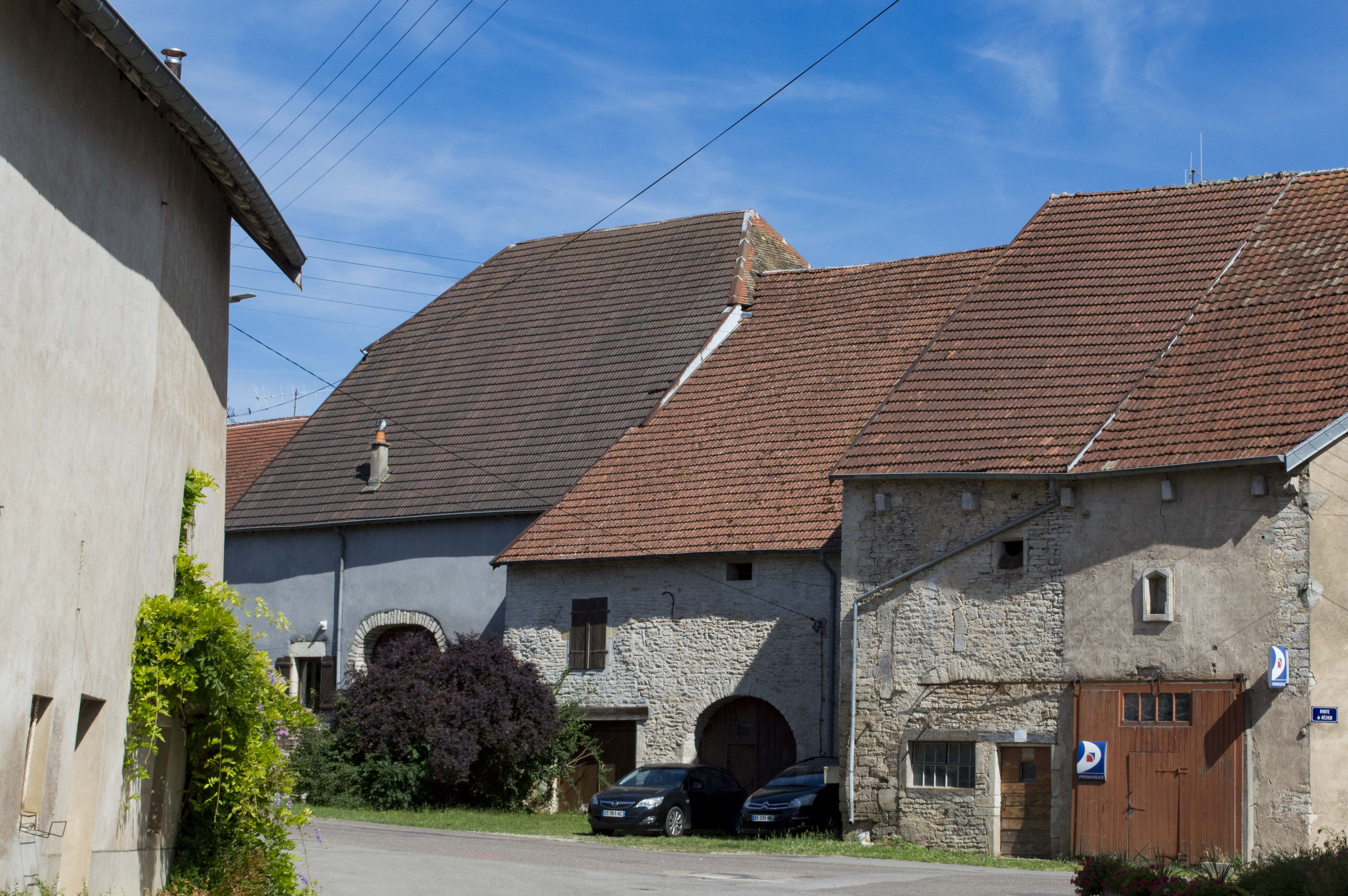
Anciennes fermes.

La commune a inauguré en 2014 un circuit du patrimoine, avec 13 lieux notables, tels que :
- Église Saint-Nicolas, reconstruite en 1830[22], et son presbytère du XIXe siècle[23], dont la cave voutée a accueilli en  2015 une représentation théâtrale du festival des caves[24].
- Réserve naturelle régionale du Vallon de Fontenelay.
- Fontaine, du XIXe siècle[25].
- Lavoir, du XIXe siècle[26].
- Mairie-école, du XIXe siècle[27].
- Maisons et fermes des XVIIIe et XIXe siècles[28].

Le monument aux morts

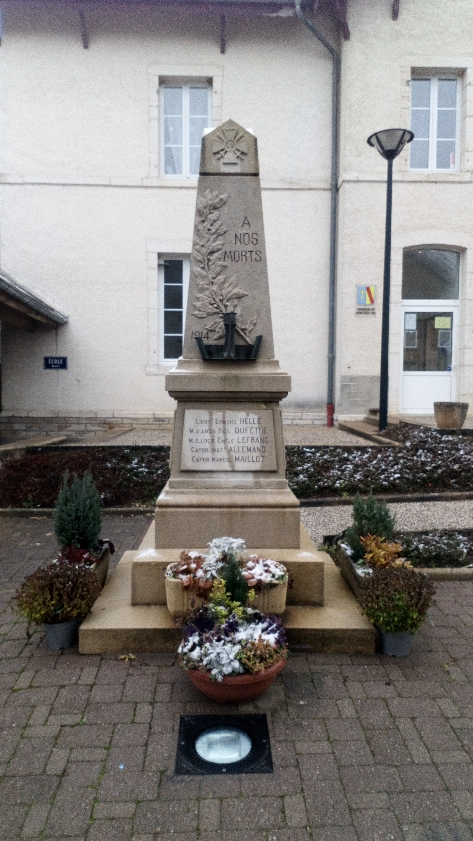
Vue du monument aux morts de Montboillon (Haute-Saône)

Le monument aux morts situé devant la mairie sur la place du village est un pilier commémoratif avec une colonne quadrangulaire en pierre artificielle d'une longueur de 1,65 m et d’une hauteur de 3,20 m. Il y est inscrit 14 noms de soldats français disparus ou morts pour le pays. 13 d’entre eux ont combattu durant la 1ère Guerre Mondiale ; un seul lors de la Seconde Guerre Mondiale. 10 sont originaires de Montboillon alors que les autres sont nés ou morts dans les environs. Les noms de soldats sont classés dans l’ordre alphabétique et le dessus du monument porte la mention « A NOS MORTS ».
Cette sculpture communale  est décorée d’une croix de guerre du drapeau tricolore (emblème républicain, symbole de patriotisme, présent dans toutes les commémorations) et d’une feuille de palme (symbole de martyre, de la mort, on plaçait la palme sur les cercueils des défunts).
Le monument a été créé en 1920, les noms de 12 morts  de la 1ère guerre mondiale sont inscrits sur la pierre, un mort de la seconde guerre mondiale a été rajouté par la suite. Une souscription de 3450 francs a été lancée par le conseil municipal de Montboillon pour sa construction le 24 janvier 1920 en mémoire des soldats morts de la Première Guerre Mondiale. Il fut inauguré le 17 avril 1921. Cependant, le nom du sculpteur n'est pas connu avec certitude à ce jour.
Par ailleurs, dans ce village, un soldat est enterré dans l'ancien cimetière autour de l'Eglise Saint-Nicolas, il s’appelle Edmond Helle, il était lieutenant durant la première Guerre Mondiale. Cet homme  qui a fait l'école polytechnique a reçu la Croix de guerre et la Légion d'Honneur. Sa tombe est décorée de la croix du Christ, d'une palme d'honneur avec une épée rappelant qu'il était soldat  pour la France.[réf. nécessaire]

### Personnalités liées à la commune
- Simon de Quingey (1448-1523), militaire comtois, seigneur de Montboillon

### Héraldique
Le blason du village représente l'union par le mariage de la baronnie de Tomassin et du marquisat du Châtelet (propriétaires du château féodal pendant deux siècles) : il présente dans sa moitié gauche les armes des « de Thomassin » et à droite, celles des « du Châtelet ».